# Misteri (teatre)

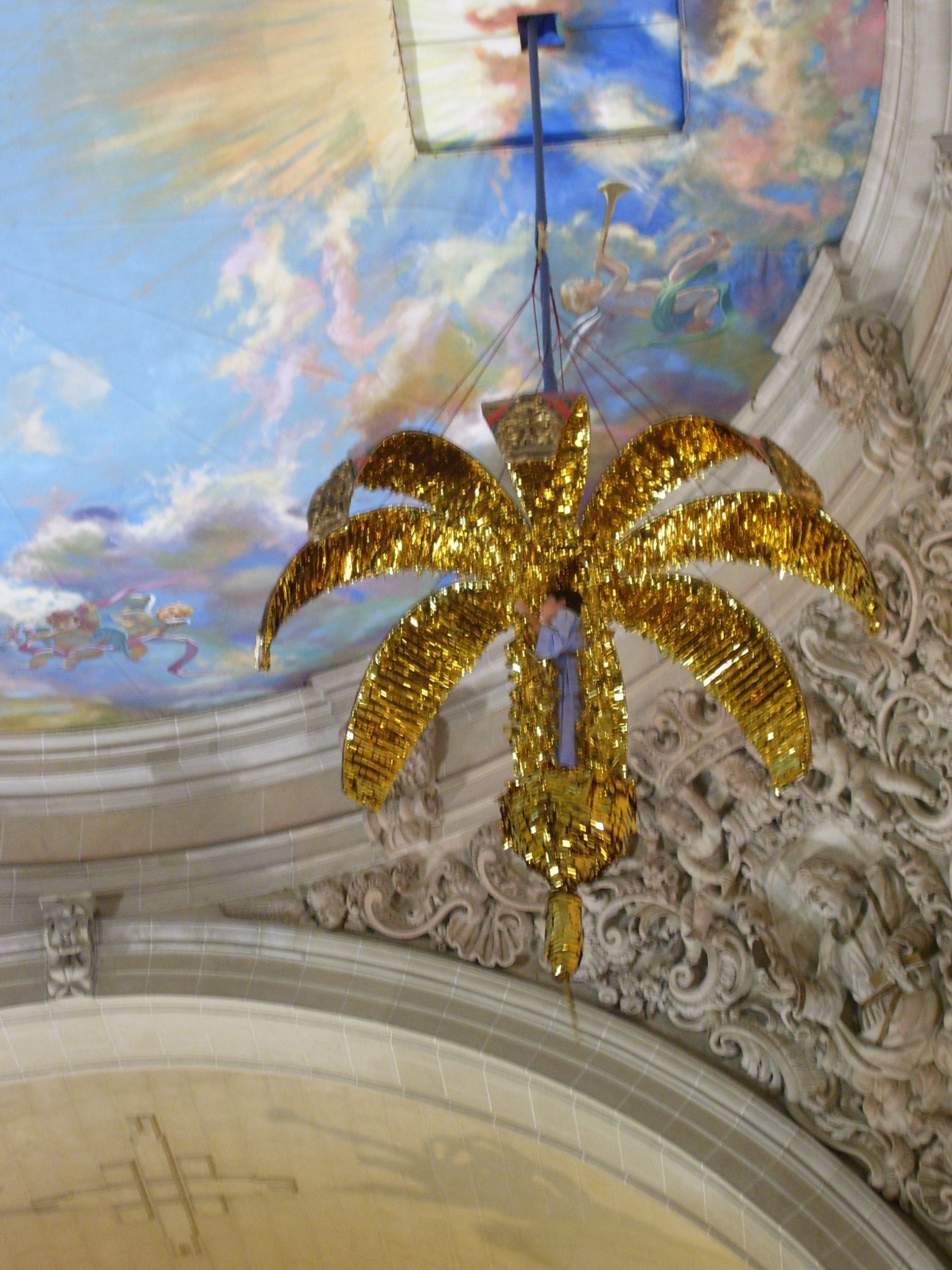
Descens de l'àngel al Misteri d'Elx.

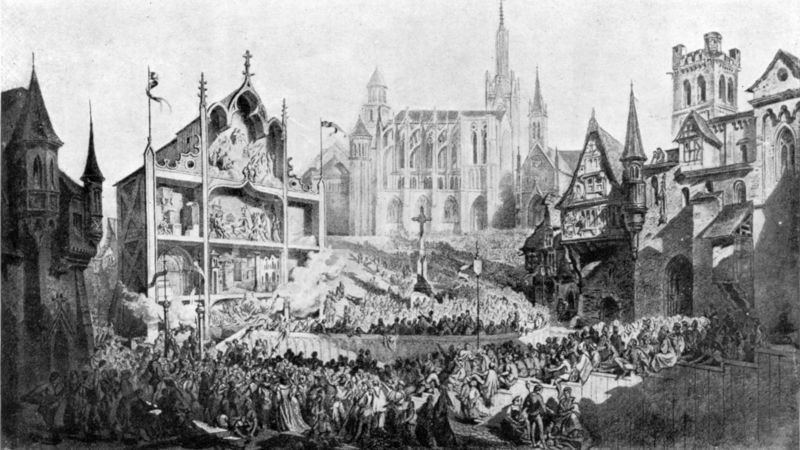
Dibuix d'una representació del misteri de Sant Climent a Metz durant l'edat mitjana.

Un misteri és un tipus de representació dramàtica que es troba entre les primeres obres de teatre desenvolupades formalment a l'Europa medieval.
Són obres de misteri medievals centrades en la representació d'històries bíbliques a les esglésies com si fossin quadres acompanyats de cant antifonal. Entre les temàtiques hi ha la Creació, Adam i Eva, l'assassinat d'Abel i el Judici Final. Sovint es realitzaven en cicles que podien durar diversos dies. Als Països Catalans els més coneguts són els misteris de temàtica assumpcionista i els més antics que es conserven estan relacionats amb la festa del Corpus.
El nom deriva del misteri utilitzat en el seu sentit de miracle, però una derivació citada ocasionalment és de ministerium, que significa artesania, ja que els 'misteris' o obres de teatre inicialment estaven interpretades pels gremis d'artesania.

## Història

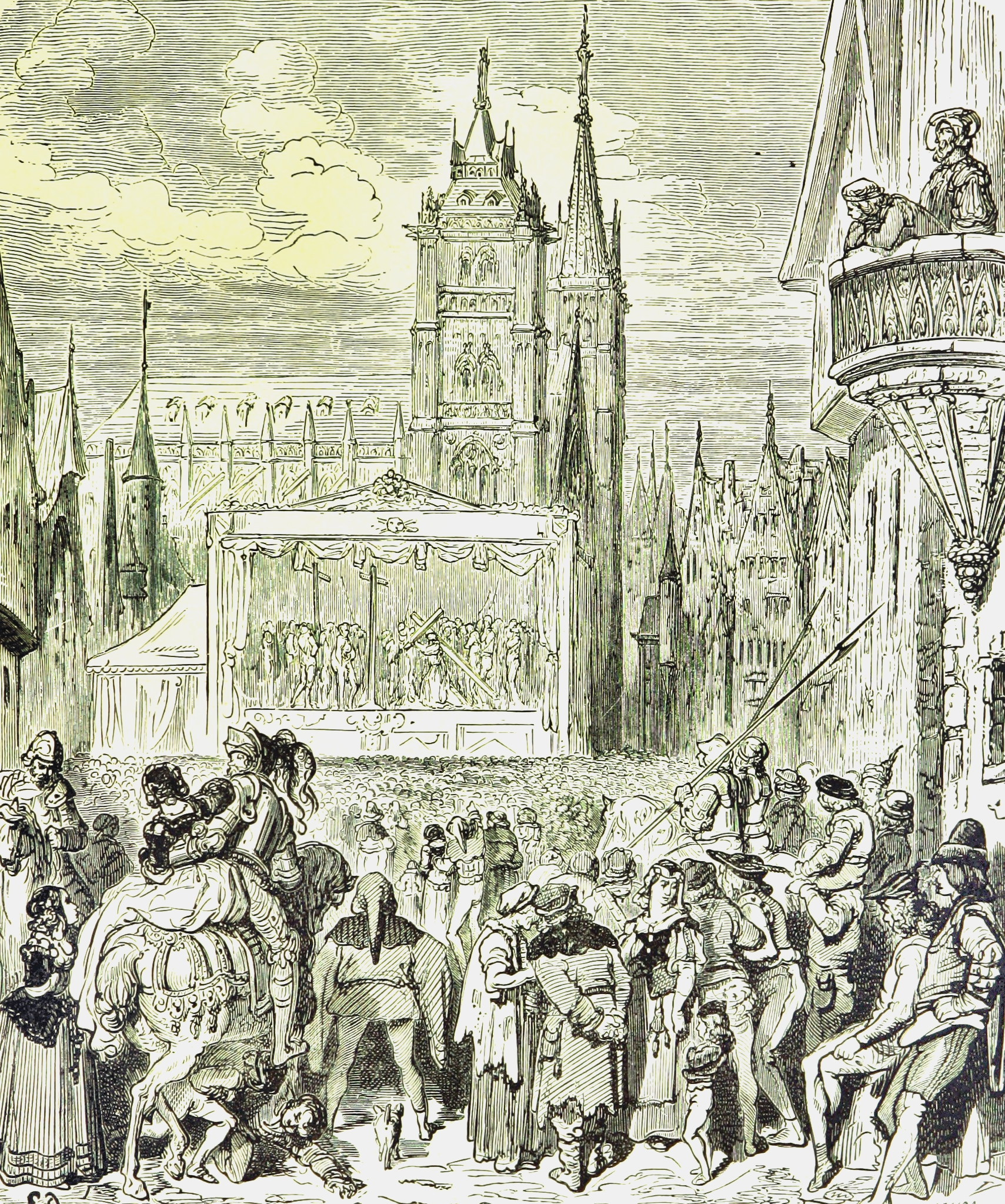
Representació d'un misteri a Flandes, segle XV

Ja al segle v, els quadres vius es van introduir als serveis sagrats. Les obres es van originar com a simples tropes, embelliments verbals de textos litúrgics, i lentament es van anar fent més elaborades. En un primer moment, al diàleg en prosa s'hi afegien càntics de la litúrgia del dia. A mesura que aquestes obres litúrgiques van augmentar en popularitat, van sorgir formes vernacles i aquestes obres van popularitzar i generalitzar les companyies itinerants d'actors i les produccions teatrals a la baixa edat mitjana.
La Quem quaeritis? és la forma primerenca més coneguda dels drames. És un diàleg entre l'àngel de la tomba de Crist i les dones que busquen el seu cadàver. Les primeres formes del responsorium es van elaborar més tard amb diàleg i acció dramàtica. Les primeres actuacions es feien en llatí, i anaven precedides d'un pròleg vernacular pronunciat per un herald que feia una sinopsi dels fets. Els escriptors i directors de les primeres obres de teatre probablement eren monjos o clergues.
El 1210, desconfiat davant la creixent popularitat de les representacions de miracles, el papa Innocenci III va emetre un edicte papal que prohibeix al clergat actuar en un escenari públic. Això va tenir l'efecte de traslladar l'organització dels drames als gremis de la ciutat, després de la qual cosa van venir diversos canvis. Els textos vernacles van substituir el llatí i es van afegir passatges no bíblics. L'actuació i la caracterització progressivament van anar requerint més elaboració.
Aquestes actuacions religioses vernaculars eren, en algunes de les ciutats més grans, realitzades i produïdes per gremis, on cada gremi assumia la responsabilitat d'una peça particular de la història bíblica. El gènere va ser novament prohibit com a resultat de la Reforma i l'establiment de l'⁣Església d'Anglaterra el 1534.
L'obra de misteri es va desenvolupar sobre els grans esdeveniments del calendari cristià, des de la Creació fins al dia del judici. A finals del segle xv, la pràctica d'interpretar aquestes obres en cicles els dies de festival es va establir a diverses parts d'Europa. De vegades, cada obra es representava en un carro decorat que es movia per la ciutat per permetre que diferents grups de gent veiessin cada obra. Tot el cicle podria trigar fins a vint hores a realitzar-se i es podria distribuir en diversos dies. En conjunt, aquests s'anomenen cicles de Corpus Christi. Aquests cicles es feien sovint durant la festa de Corpus Christi.
Les obres eren interpretades per una combinació de clergues i aficionats i estaven escrites en formes d'estrofa molt elaborades; sovint estaven marcats per escenografies extravagants i efectes especials, però també podien ser crus i íntims. Hi havia una gran varietat d'estils teatrals i poètics, fins i tot en un sol cicle d'obres.

## Exemples
Els misteris, en què per agradar al públic els autors barrejaven episodis mundans amb assumptes de naturalesa respectable, van començar a desaparèixer el segle xv quedant enterament proscrits el 1515, època en què va renéixer la comèdia profana. En l'actualitat l'únic que se segueix representant és el Misteri d'Elx i, esporàdicament, el Misteri de Castelló. De forma més moderna, el 1965 va sorgir el Misteri d'Obanos i el 1980 es va recuperar el Misteri de la Selva.
A continuació es llisten alguns dels misteris dels quals no només se'n coneix l'existència, sinó dels quals es conserva, encara que sigui parcialment, la lletra i les partitures.

### País Valencià
- El més conegut és el Misteri d'Elx, misteri assumpcionista del segle xv, que representa la Mort, Assumpció i Coronació de la Mare de Déu i que se celebra a Elx des de finals de l'edat mitjana. És l'únic drama de tècnica medieval que s'ha representat ininterrompudament des de fa més de cinc-cents anys i que, per aquest motiu, va ser declarat Patrimoni Cultural Immaterial de la Humanitat per la UNESCO en el 2001.[8]
- El Misteri de Castelló, amb text del segle xvii, es va recuperar a la Catedral de Castelló el 2018.[9][10]
- El Misteri assumpcionista de València és un còdex incomplet del 1425 on predomina la part musical on apareix l'escena de l'Assumpció de Maria.[11]
- El Misteri de Sant Cristòfol, del 1449, és un dels misteris del Corpus Christi de València que s'ha conservat de gran senzillesa, mostra l'intent del sant de creuar un riu amb el Nen Jesús a coll i es clou amb una nadala a quatre veus.[12]
- El Misteri d'Adam i Eva, misteri del Corpus Christi de València del 1517, d'estructura senzilla però un tractament mètric ric i recorda la tradició satírica valenciana contemporània. L'aparició de Déu o l'Àngel es feia de manera similar a la magrana del Misteri d'Elx, baixant del cel enmig del temple.[12]
- El Misteri del rei Herodes o Misteri de la Degolla, del 1587, misteri del Corpus Christi de València, mostra l'Adoració dels Mags i la Fugida d'Egipte de la Sagrada Família i la matança dels Innocents. Era un misteri molt popular a l'època que culminava amb una càrrega dels soldats d'Herodes contra els espectadors.[12]

### Catalunya
- El Misteri de la Selva és la representació que es fa a la Selva del Camp, ininterrompudament des de 1980, del drama sacre assumpcionista més antic d'Europa en llengua romànica.[13][14] Amb un centenar d'actors i actrius, es representa els dies 14 i 15 d'agost a l'església de Sant Andreu de la Selva del Camp.[13] Juntament amb el text del Misteri d'Elx, del segle xv, són els més antics que es conserven.[14] El 1388 aquest misteri ja es representava a Tarragona.[15]
- Hi ha qui afegeix a aquesta tradició un misteri molt recent, del 2009, el Misteri de la Llum de Manresa, representa al·lusivament el fet miraculós del 21 de febrer de l'any 1345, en què una llum provinent de la muntanya de Montserrat va entrar per l'antiga església del Carme i van sonar totes les campanes de la ciutat sense que ningú les toqués, finalitzant, així, l'entredit entre el bisbat de Vic i les obres de la séquia de Manresa.[16]
- N'hi ha d'altres de les quals es coneix llur existència per referències però de les quals no se'n conserva res, com el Misteri de l'Aldea de Tortosa sobre la troballa, posterior desaparició d'una imatge de la Mare de Déu i edificació d'una capella per recordar aquest fet.[17]

### Anglaterra
Hi ha quatre cicles de misteris destacats.
- El Misteri de York és un cicle de misteris en anglès mitjà de 48 representacions teatrals d'origen medieval que formen part dels misteris amb una temàtica que cobreix la història sagrada des de la creació fins al Judici Final. Un manuscrit de les obres, probablement datat entre 1463 i 1477, encara està intacte a la Biblioteca Britànica.[18][19]
- El Cicle de Wakefield són una sèrie de trenta-dues obres de misteri basades en la Bíblia representades probablement al voltant de la festa de Corpus Christi probablement a la ciutat de Wakefield , Anglaterra durant la Baixa Edat Mitjana fins a 1576. Alguns estudiosos argumenten que el cicle de Wakefield no és en absolut un cicle, sinó una recopilació de mitjans del segle XVI, formada per un escriba que reuneix tres grups separats d'obres teatrals.[20]
- El Cicle Hegge és un cicle de 42 misteris medievals que daten del 1450 al 1500. La majoria de les obres es basen en la Bíblia, mentre que les altres estan extretes de llegendes catòliques romanes, fonts apòcrifes i tradició popular. El Parlament del Cel es basa només en un vers d'un salm. Les obres marianes posen un fort èmfasi en la vida primerenca de la Verge, així com en la relació entre ella i Josep (que juga molt amb el vell medieval popular amb una dona més jove). L'obra El judici de Maria i Josep s'ha identificat com un pastitx del sistema judicial eclesiàstic d'Anglia oriental.[21]
- El Cicle Chester és un cicle d' obres de misteri originades a la ciutat de Chester , Anglaterra, i que es remunten almenys a la primera part del segle XV.[22][23]

### Altres indrets
- El Misteri d'Obanos, amb text del 1962 i estrenat l'estiu del 1965 al municipi navarrès, explica la llegenda de sant Guillem i santa Felícia en el context del Camí de Sant Jaume.[24]